# Шахта «Самарська»
ДВАТ Шахта «Самарська». Входить до ДХК «Павлоградвугілля». Розташована у місті Тернівка, Дніпропетровської області.
Стала до ладу у 1973 р. Проектна потужність 1 млн т вугілля на рік. У 2003 р. видобуто 1118 тис. т вугілля.
Шахтне поле розкрите 2-а вертикальними центрально-здвоєними стволами. Належить до ІІІ категорії за метаном, небезпечна по вибуховості вугільного пилу.
Максимальна глибина гірничих робіт 300 м. Протяжність підземних виробок 115/122,7 км (1990/1999). Розробляються пласти с1, с4, с5 потужністю 0,8-0,9 м з кутом падіння 2-4о. Кількість очисних вибоїв 7/4, підготовчих 13/8. Очисні роботи здійснюються механізованими комплексами КД-80, комбайнами 1К-101, підготовчі роботи — комбайнами ГПКС та ін.
Кількість працюючих на шахті 2600/2635 чол., підземних 1953/1824 чол. (1990/1999).
Адреса: 51500, м. Тернівка, Дніпропетровської обл.